# Oronzo Malinconico
Oronzo Malinconico (Napoli, 1661 – 29 giugno 1709) è stato un pittore italiano tardo-barocco, di origini napoletane.

## Biografia
Figlio di Andrea Malinconico e di Antonia De Popoli figlia del pittore Giacinto. La Parrocchia di San Giuseppe in Napoli lo documenta nato il 4 luglio 1661.
Le prime lezioni le ebbe nella bottega paterna con il fratello minore Nicola, con il quale lavorò per la realizzazione di alcune opere.Il 5 settembre 1681 firmò un contratto con la principessa Montesarchio Anna Guevara per la realizzazione di sei dipinti per la chiesa di Montesarchio di Benevento, opere ancora presenti, e otto per la Basilica di Santa Maria della Pazienza. Successivamente nel 1693, viene documentata la sua presenza a Bergamo dove collaborò con il fratello alla realizzazione della pala Martirio di sant'Alessandro per il coro del Duomo, e in altre sue opere .
Nel 1695 a Napoli dipinse un quadro destinato alla cappella del palazzo Ruffo di Bagnara e  una tela per il soffitto di S. Stefano ai Mannesi. Tra gennaio e agosto del 1701 eseguì alcuni quadri per la cappella Carmignano in S. Maria Donnaregina. Fra le ultime opere documentate del Malinconico sono le tre tele dipinte per la chiesa di San Giovanni Battista delle Monache,e le tele eseguite in collaborazione con il fratello per il soffitto della navata mediana del duomo di Sorrento.
Oronzo morì a Napoli il 29 giugno 1709 .

## Opere
- Quattro martiri sorrentini e Quattro vescovi patroni con Nicola Malinconico , Duomo di Sorrento
- Caduta di Gesù   (attribuita[4]) , Chiesa di Sant'Antonio a Latiano
- L'Andata al Calvario (1691) , Chiesa di S. Maria della Pazienza Cesarea , Napoli
- Martirio di sant'Alessandro, (1693) per il coro del Duomo di Bergamo